# Matías Cánepa
Matías Antonio Cánepa (Salta, 16 de marzo de 1968) es un abogado, politólogo y político argentino. Se desempeñó como Ministro de Educación, Cultura, Ciencia y Tecnología por la Provincia de Salta en el gobierno de Gustavo Sáenz.

## Biografía
Matías Antonio Cánepa nació en la Ciudad de Salta el 16 de marzo de 1968. Realizó sus estudios superiores en la Universidad Nacional de Buenos Aires donde se egresó de la carrera de derecho como abogado en el año 1991 y en la misma universidad también se recibe de Licenciado en Ciencias Políticas en el año 1993. También realizó un magisterio sobre gestión estratégica en la Universidad Carlos III de Madrid.
Entre los años 1997 y 1999 durante el gobierno de Juan Carlos Romero, Cánepa desempeñó el cargo de Coordinador General de la Unidad de Coordinación y ejecución de Proyectos Especiales dependiente del Ministerio de Educación de la Provincia de Salta. En la gestión en educación se logró cuadruplicar los fondos provenientes de Organismos Internacionales y Nacionales destinados para proyectos pedagógicos, infraestructura escolar y equipamiento educativo.
También es profesor de la Universidad Católica de Salta, enseñando desde 1999 la materia de Ciencias Políticas II en la carrera de Relaciones Internacionales. En esa academia desempeñó el cargo de Secretario de Extensión Universitaria entre 2005 y 2009.

### Concejal de la Ciudad de Salta
Cánepa fue elegido para ser parte del Concejo Deliberante de la Ciudad de Salta en reiteradas ocasiones. La primera de ellas, que significó el primer cargo electivo en su vida, fue en 1999. Mandato que renovó en 2001, extendiendo así su participación en el concejo hasta 2003.
Luego de unos años alejado de la política partidaria regresó con una candidatura a concejal en el año 2009. En esa ocasión además de ingresar al concejo logró ser elegido por sus pares como presidente del órgano en 2010, desplazando al presidente Raúl César Álvarez que había sido elegido en 2009 y respondía a la oposición municipal. Dejó la presidencia del cuerpo en 2011. 
Cuando dejó de ser concejal, fue elegido por el intendente municipal de la capital, Miguel Isa, como Secretario de Gobierno, cargo que ejerció hasta el 2013 cuando nuevamente se presentó como candidato para ocupar una banca en el Concejo Deliberante de la Ciudad de Salta yendo segundo en la lista detrás de Tomás Rodríguez y resultando electo.
En 2015 encabezó la lista de concejales número 610 y sacó un total de 15.706 votos que le alcanzó para salir segundo en la interna del Frente Romero+Olmedo por encima de Romina Arroyo y por detrás de Ricardo Villada. En las elecciones generales de 2015 la lista de concejales encabezada por Villada y secundada por Canepa ganó en la categoría de concejales con un total de 66.061 votos y obtuvieron un total de seis bancas para el espacio.
En el 2017 Cánepa buscó renovar su banca como concejal y encabezó la única lista del frente Un Cambio para Salta que representaba al en aquel entonces intendente Gustavo Sáenz y que llevaba a Bettina Romero como candidata a diputada provincial. En las PASO la lista de Matías logró un total de 25 453 votos ubicando al candidato como el mejor votado de forma individual de las PASO. En las generales UCPS logró un total de 52 107 votos que representaban la obtención de un total de seis bancas para el espacio. Cánepa ganó en la categoría y fue elegido por sus pares como Presidente del Concejo Deliberante de Salta por el periodo 2017-2019, siendo la segunda oportunidad que cumplía con ese honor.

### Diputado Provincial
En el 2019 Cánepa ya no buscó renovar su mandato por tercera vez en el Concejo capitalino sino que nuscó dar el salto a la Cámara de Diputados de la Provincia de Salta. El presidente del cuerpo legislativo de la capital salteña encabezaba la lista del Partido Identidad Salteña que respondía al candidato a gobernador Sáenz. En las PASO de 2019, Cánepa logró un total de 52.309 votos que lo dejaban como el candidato individual más votado en la categoría. En las generales perdió adeptos y su cantidad de votos bajó a 51.018, siendo desplazado además del primer puesto de candidatos individuales más votados por la periodista Mónica Juárez. De todas maneras Cánepa consiguió un total de dos bancas para su espacio.
El 24 de noviembre de 2019 jura como diputado provincial por el Departamento de la Capital. No mucho tiempo después, el 4 de diciembre, pide una licencia sin goce de sueldo para poder asumir un puesto en el organigrama del poder ejecutivo de la provincia de Salta.

### Ministro de Educación, Cultura, Ciencia y Tecnología
El electo gobernador Gustavo Sáenz le toma juramento en su cargo el 10 de diciembre de 2019, nombrándolo Ministro de Educación, Cultura, Ciencia y Tecnología de la Provincia de Salta. Matías tenía experiencia en el ministerio y en la docencia como para ser un aspirante claro al cargo.
Durante su gestión tuvo que enfrentarse a la pandemia de COVID-19 que azotó al mundo. Declaró que los docentes iban a tener que cambiar su forma de enseñar y adecuarse a las tecnologías y que debían salir a buscar alrededor del 20% del alumnado porque desde el inicio de la pandemia habían dejado de asistir a clases. ese año el ministro nacional Nicolás Trotta, ya que Cánepa había opinado que la ESI debía ser un taller específico y Trotta respondió que las leyes estaban para cumplirse y no para interpretarse.El gobernador Gustavo Sáenz le pidió la renuncia a su cargo en diciembre de 2023 para reemplazarlo por Cristina Fiore.